# Тручас (Нью-Мексико)
Тручас (англ. Truchas) — переписна місцевість (CDP) в США, в окрузі Ріо-Арріба штату Нью-Мексико. Населення — 467 осіб (2020).

## Географія
Тручас розташований за координатами 36°2′12″ пн. ш. 105°48′45″ зх. д. / 36.03667° пн. ш. 105.81250° зх. д. (36.036662, -105.812635).  За даними Бюро перепису населення США в 2010 році переписна місцевість мала площу 17,95 км², з яких 17,94 км² — суходіл та 0,01 км² — водойми.

## Демографія
Згідно з переписом 2010 року, у переписній місцевості мешкало 560 осіб у 252 домогосподарствах у складі 151 родини. Густота населення становила 31 особа/км².  Було 340 помешкань (19/км²).
Расовий склад населення:
| - 58,2 % — білих - 1,3 % — корінних американців - 0,4 % — чорних або афроамериканців - 38,0 % — осіб інших рас |

До двох чи більше рас належало 2,1 %. Частка іспаномовних становила 86,1 % від усіх жителів.
За віковим діапазоном населення розподілялося таким чином: 19,6 % — особи молодші 18 років, 60,0 % — особи у віці 18—64 років, 20,4 % — особи у віці 65 років та старші. Медіана віку мешканця становила 47,2 року. На 100 осіб жіночої статі у переписній місцевості припадало 105,9 чоловіків;  на 100 жінок у віці від 18 років та старших — 103,6 чоловіків також старших 18 років.
За межею бідності перебувало 3,9 % осіб, у тому числі 0,0 % дітей у віці до 18 років та 9,9 % осіб у віці 65 років та старших.
Цивільне працевлаштоване населення становило 241 осіб. Основні галузі зайнятості: будівництво — 19,9 %, публічна адміністрація — 12,0 %, оптова торгівля — 10,4 %, виробництво — 10,4 %.